# Bryum mutilum
Bryum mutilum là một loài rêu trong họ Bryaceae. Loài này được I. Hagen mô tả khoa học đầu tiên năm 1901.